# Karin Bergöövá Larssonová

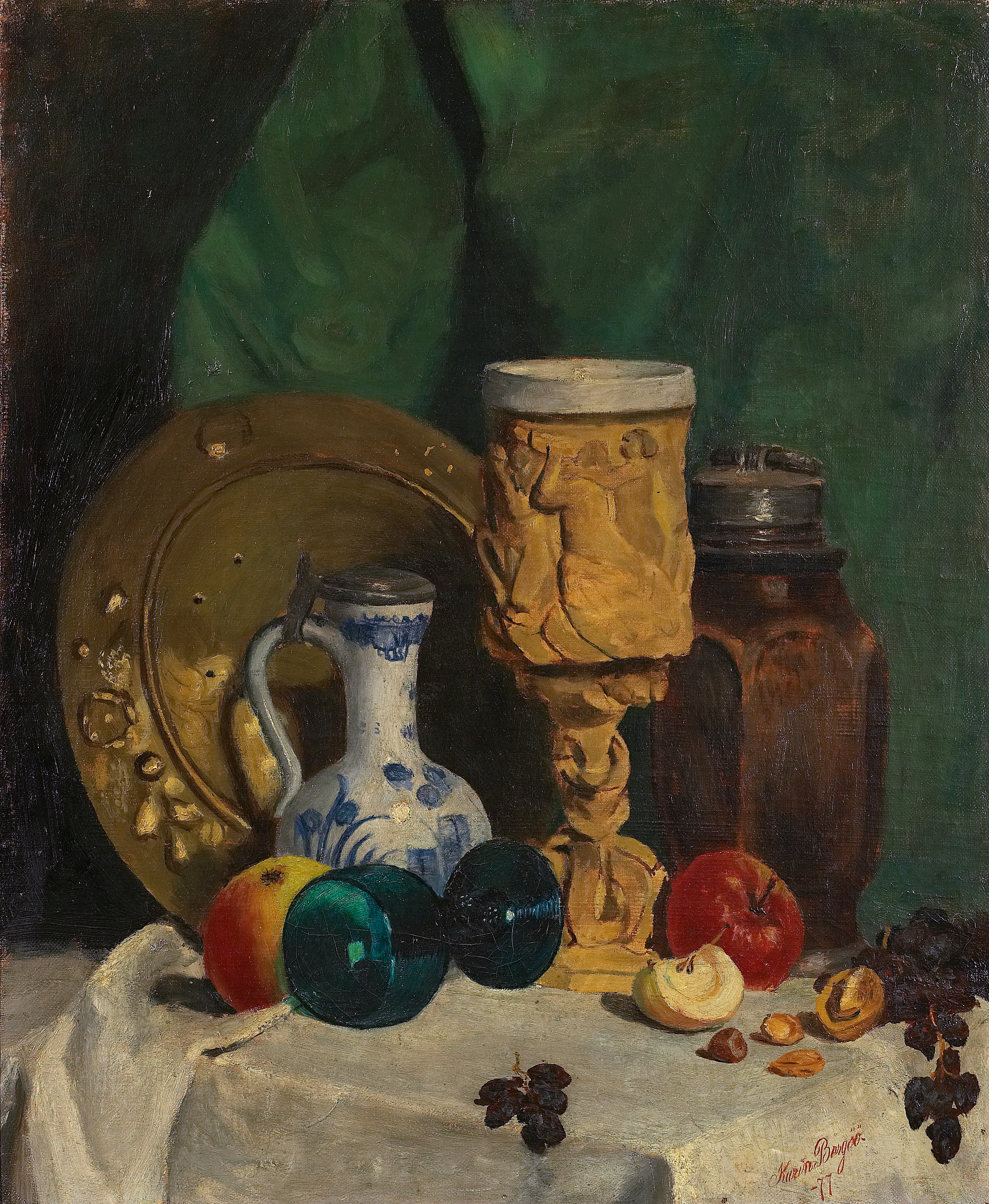
Zátiší s ovocem a tankardem, 1877

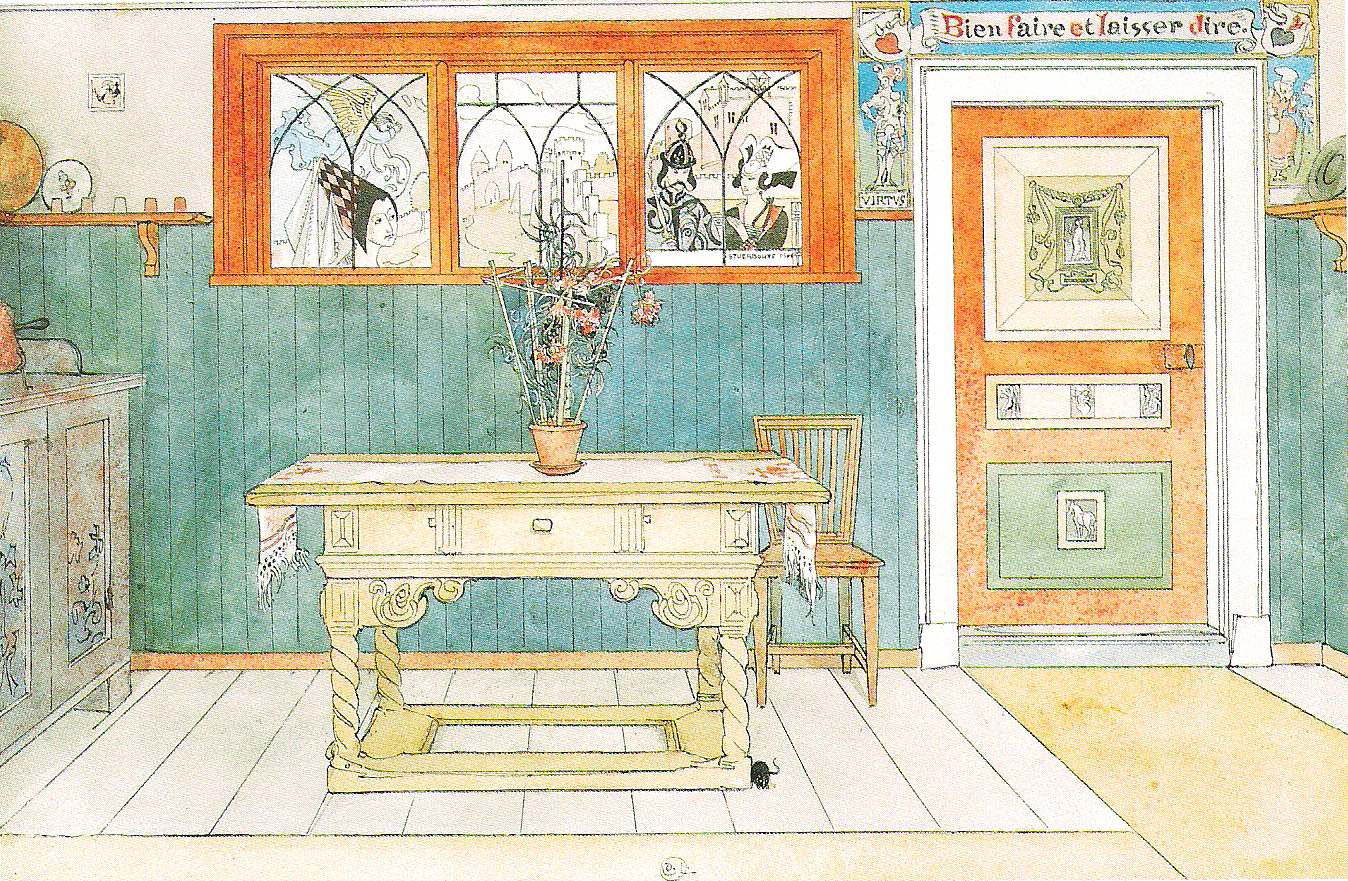
Karin nasměrovala své vlastní umělecké impulsy do designu u sebe doma

Karin Larssonová, rozená Bergöövá (3. října 1859, Örebro – 18. února 1928), byla švédská umělkyně a návrhářka, která spolupracovala se svým manželem Carlem Larssonem a byla často zobrazována na jeho obrazech.

## Mládí a vzdělání
Karin Bergöövá se narodila v Örebru a vyrostla v Hallsbergu, kde její otec, Adolf Bergöö, působil jako úspěšný obchodník. Její mladší sestra Stina se provdala za anglického geologa Francise Arthura Bathera. Karin už v mladém věku projevila umělecký talent. Zpočátku navštěvovala Franska Skolan ve Stockholmu, následně studovala na Slöjdskolan (švédsky: Škola řemesel; nyní Konstfack) a v letech 1877 až 1882 na Královské švédské akademii umění. Poté, co dokončila svá studia na Akademii, odešla do Grez-sur-Loing, obce nedaleko Paříže, kde byla komunita skandinávských umělců, aby tam pokračovala v malování.

## Život s Carlem Larssonem

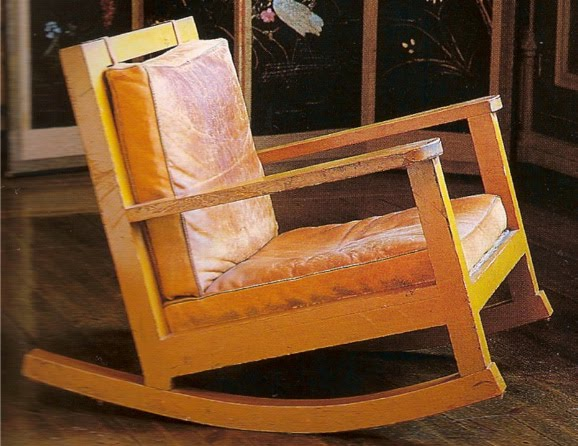
Houpací křeslo navržené Karin Larssonovou

V Grez-sur-Loing potkala Carla Larssona. Zamilovali se, v roce 1883 se vrátili do Stockholmu a vzali se. Následně se společně vrátili do Grez-sur-Loing, kde se jim v roce 1884 narodilo první dítě Suzanne.
V roce 1888 odjeli Larssonovi do Paříže na návrh Ponta Fürstenberga z Göteborgu, který chtěl do své umělecké sbírky přidal velký Carlův obraz. Své dvě děti nechali u Karininých rodičů v Hallsbergu a po svém návratu o rok později vyzdobili nový dům manželů Bergööových. Poté se přestěhovali do Lilla Hyttnäs, chaty v Sundbornu na předměstí Falunu, kde se narodil její otec.
Karin kromě toho, že byla Carlovým primárním modelem, působila jako kritička jeho práce. S dětmi a velkým domem, který musela spravovat, nasměrovala své vlastní umělecké impulsy do designu. Navrhla a utkala velké množství textilií používaných v domě, vyšívala, navrhla oblečení pro sebe a děti a nábytek, který vytvořil místní truhlář. Ve „švédském pokoji“, kterým nahradila málo používaný salónek, odstranila závěsy a umístila nábytek podél stěn kolem vyvýšeného pódia, čímž vytvořila místnost v místnosti, kterou rodina hojně využívala. Je pohřbena na hřbitově Sundborn.
V roce 1997 představilo Victoria and Albert Museum v Londýně její interiérový design na výstavě Carl Larsson.

## V populární kultuře
Larssonová byl inspirací pro román Katherine Ashenburgové z roku 2018 Sofie & Cecilia, který je fiktivním převyprávěním jejího života.